# Saint-Boès
Saint-Boès (wym. [sɛ̃-boe]) – miejscowość i gmina we Francji, w regionie Nowa Akwitania, w departamencie Pireneje Atlantyckie.
Według danych na rok 1990 gminę zamieszkiwały 343 osoby, a gęstość zaludnienia wynosiła 36 osób/km² (wśród 2290 gmin Akwitanii Saint-Boès plasuje się na 842. miejscu pod względem liczby ludności, natomiast pod względem powierzchni na miejscu 1096.).